# Antipathes rubusiformis
Antipathes rubusiformis är en korallart som beskrevs av Warner och Opresko 2004. Antipathes rubusiformis ingår i släktet Antipathes och familjen Antipathidae. Inga underarter finns listade i Catalogue of Life.